# Carl Ferdinand Pedersen
Carl Ferdinand Pedersen, född 2 maj 1803 i Köpenhamn, död 11 september 1875 i Köpenhamn, var en dansk målare.
Han var son till majoren Henning Pedersen och Sophie Caroline Voigt. Pedersen studerade vid Det Kongelige Danske Kunstakademi 1819 och privat för Eckersberg 1828. Han var verksam som genre- och porträttmålare i Danmark och utlandet. Från hans besök i Sverige finns ett flertal kända porträtt utförda i gouache bland annat av kompositören Adolf Fredrik Lindblad och biskop Magnus Stagnelius.